# Kondrasjin & Belov Cup
De Kondrasjin & Belov Cup (Russisch: Кубок Кондрашина и Белова) is een jaarlijks basketbaltoernooi dat wordt gehouden in Sint-Petersburg in de herfst. De beker is vernoemd naar Vladimir Kondrasjin en Aleksandr Belov, de legendarische coach en speler van o.a. Spartak Sint-Petersburg en het basketbalteam van de Sovjet-Unie. Het is een opwarmtoernooi voor het nieuwe seizoen. Vier Europese teams zijn geselecteerd om deel te nemen aan het toernooi. De vier teams spelen tegen elkaar in de halve finale. De twee winnaars van elke wedstrijd spelen tegen elkaar om de toernooiwinst, terwijl de verliezers ook tegen elkaar spelen voor de derde plaats. De gastheren Spartak Sint-Petersburg hebben zes titels gewonnen vanaf 1979. CSKA Moskou is recordhouder met zeven titels. In 2012 werd het toernooi opgeheven.
In 2017 werd het toernooi nieuw leven ingeblazen. Nu werd er met drie landenteams gespeeld. In 2018 werd het toernooi opgeheven.
In 2021 werd het toernooi nieuw leven ingeblazen. Nu werd er weer met clubteams gespeeld. De gastheren zijn nu Zenit Sint-Petersburg.

## Winnaars van de Kondrasjin & Belov Cup
| Jaar                   | Winnaar                 | Uitslag      | Tegenstander            |
| ---------------------- | ----------------------- | ------------ | ----------------------- |
| Aleksandr Belov Cup    |                         |              |                         |
| 1979                   | Spartak Leningrad       | 93 - 81 °    | RTI Minsk               |
| 1991                   | Spartak Leningrad       | groepsfase ¹ |                         |
| 1995                   | Spartak Sint-Petersburg | 87 - 85      | Dinamo Moskou           |
| 1996                   | CSKA Moskou             | 92 - 84      | Spartak Sint-Petersburg |
| 1997                   | Spartak Sint-Petersburg | 76 - 66      | Krka Novo mesto         |
| 1998                   | Krka Novo mesto         | 88 - 78      | Spartak Sint-Petersburg |
| 1999                   | Oekraïne                | 71 - 66      | Spartak Sint-Petersburg |
| 2001                   | UNICS Kazan             | 82 - 76      | Spartak Sint-Petersburg |
| Kondrasjin & Belov Cup |                         |              |                         |
| 2002                   | Spartak Sint-Petersburg | 78 - 76      | BK Kiev                 |
| 2003                   | CSKA Moskou             | 74 - 70      | Efes Pilsen             |
| 2004                   | CSKA Moskou             | 64 - 56      | Prokom Trefl Sopot      |
| 2005                   | CSKA Moskou             | 66 - 63      | Dinamo Sint-Petersburg  |
| 2006                   | CSKA Moskou             | 93 - 82      | Dinamo Sint-Petersburg  |
| 2007                   | Chimki Oblast Moskou    | 92 - 68      | Žalgiris Kaunas         |
| 2008                   | CSKA Moskou             | 82 - 59      | Chimki Oblast Moskou    |
| 2009                   | Montepaschi Siena       | 82 - 59      | Spartak Sint-Petersburg |
| 2010                   | CSKA Moskou             | 70 - 60      | Efes Pilsen             |
| 2011                   | Spartak Sint-Petersburg | 77 - 65      | Asseco Prokom Gdynia    |
| 2012                   | Boedivelnik Kiev        | 76 - 75      | Spartak Sint-Petersburg |
| 2017                   | Israël                  | groepsfase ² | Rusland                 |
| 2018                   | Israël                  | groepsfase ³ | Rusland                 |
| 2021                   | Zenit Sint-Petersburg   | 100 - 73     | CSKA Moskou             |
| 2022                   | Zenit Sint-Petersburg   | 79 - 58      | CSKA Moskou             |
| 2023                   | Zenit Sint-Petersburg   | 82 - 77      | UNICS Kazan             |
| 2024                   | Zenit Sint-Petersburg   | 63 - 50      | UNICS Kazan             |

- ° opmerking: Toernooi met acht teams. Winnaar Spartak Leningrad. Andere teams waren o.a. RTI Minsk, Stroitel Kiev, Kalev Tallinn en VEF Riga.[5]
- ¹ opmerking: Groepsfase waarin vier teams tegen elkaar spelen. Winnaar Spartak Leningrad. Andere teams waren George Washington Colonials (USA), KTP-Basket (Finland) en MKS Polonia Warschau (Polen).
- ² opmerking: Groepsfase waarin drie landenteams tegen elkaar spelen. Winnaar Israël. Andere teams waren Rusland en Finland.
- ³ opmerking: Groepsfase waarin drie landenteams tegen elkaar spelen. Winnaar Israël. Andere teams waren Rusland en Polen.

## Winnaars aller tijden
| Cups | Club                    | In:                                      |
| ---- | ----------------------- | ---------------------------------------- |
| 7    | CSKA Moskou             | 1996, 2003, 2004, 2005, 2006, 2008, 2010 |
| 6    | Spartak Sint-Petersburg | 1979, 1991, 1995, 1997, 2002, 2011       |
| 4    | Zenit Sint-Petersburg   | 2021, 2022, 2023, 2024                   |
| 1    | Israël                  | 2017, 2018                               |
| 1    | Krka Novo mesto         | 1998                                     |
| 1    | Oekraïne                | 1999                                     |
| 1    | UNICS Kazan             | 2001                                     |
| 1    | Chimki Oblast Moskou    | 2007                                     |
| 1    | Montepaschi Siena       | 2009                                     |
| 1    | Boedivelnik Kiev        | 2012                                     |

## Per land
| Cups | x clubs | Land        |
| ---- | ------- | ----------- |
| 17   | 5       | Rusland     |
| 2    | 1       | Sovjet-Unie |
| 2    | 1       | Israël      |
| 2    | 2       | Oekraïne    |
| 1    | 1       | Slovenië    |
| 1    | 1       | Italië      |

1979 · 1991 · 1995 · 1996 · 1997 · 1998 · 1999 · 2001 · 2002 · 2003 · 2004 · 2005 · 2006 · 2007 · 2008 · 2009 · 2010 · 2011 · 2012 · 2017 · 2018 · 2021 · 2022 · 2023 · 2024